# Información clasificada

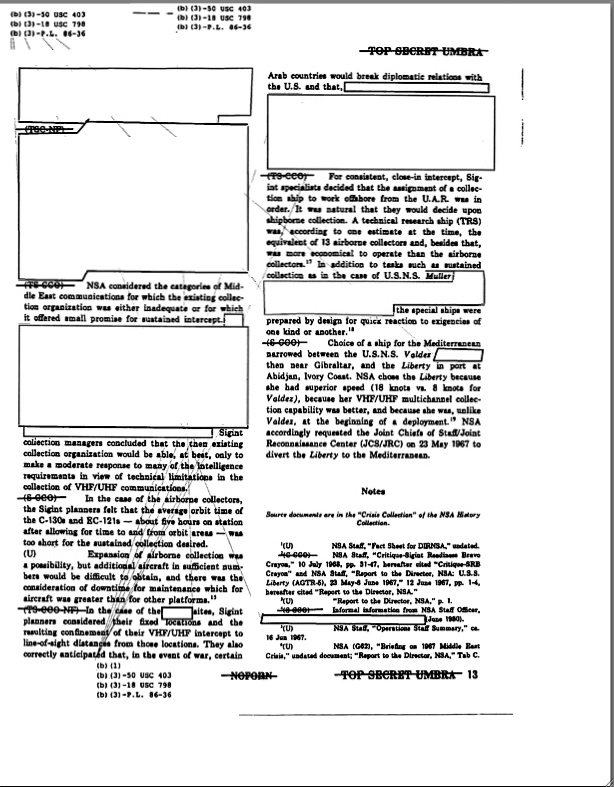
Típico documento clasificado. Página 13 de un informe de la Agencia de Seguridad Nacional de los Estados Unidos (documento completo) sobre un incidente de la Guerra de los Seis Días, parcialmente desclasificado en julio de 2003.

La información clasificada es un tipo de información sensible que está restringida por las leyes o regulada para clases particulares de personas. Se requiere una habilitación formal de seguridad para manejar y acceder a documentos clasificados. Existen comúnmente cuatro grados de «sensibilidad» de la información, cada cual con diferentes tipos de autorizaciones de seguridad. Esta especie de sistema jerárquico de discreción es usado prácticamente por todos los gobiernos nacionales.
La mayor custodia de la información secreta general, hace que el secreto sea más intenso y merezca mayor protección por parte del sistema jurídico. El espionaje y otros delitos relacionados con la información clasificada se sancionarán más si la información es más custodiada.
El propósito de la clasificación de documentos es ostensiblemente proteger información que de ser usada podría afectar la seguridad nacional. Esto formaliza aquello que constituye un «secreto de Estado» y propone distintos niveles de protección basado en el daño que se espera que la información pueda causar en manos equivocadas.

## Niveles de clasificación
Aunque los sistemas de clasificación varían de país en país, la mayor parte de estos niveles corresponden a las siguientes definiciones británicas (nombradas desde el nivel más alto al más bajo):

### Escala de 3 valores

#### Top Secret(en España "Secreto")
Nivel más alto de clasificación de material en un nivel nacional. Esta información podría provocar un "daño excepcionalmente grave" a la seguridad nacional si estuviera públicamente disponible.

#### Secret(en España "Reservado")
Este material en algún momento causaría "serios daños" a la seguridad nacional si estuviera públicamente disponible.

#### Confidential(en España "Confidencial")
Este material podría "dañar" o "ser perjudicial" a la seguridad nacional si estuviera públicamente disponible.

### Escala de 4 valores
Usado en pocos países, entre los cuales se encuentra España:

#### Secreto (S)
Nivel más alto de clasificación de material en un nivel nacional

#### Reservado (R)
Nivel medio de clasificación de material en un nivel nacional

#### Confidencial (C)
Nivel bajo de clasificación de material en un nivel nacional

#### Difusión Limitada (DL)
Es el nivel más bajo de clasificación de material en un nivel nacional.
Otra clasificación consta de No Clasificado, Confidencial, Secreto y Supersecreto.

### Escala de 5 valores
En Honduras tiene la escala de 5 valores de secretos son
También está la información pública según la ley de transparencia y acceso público que busca rendir cuentas 

#### No clasificados o reservados y difusión limitada
No clasificados es porque trata de publicar información de gobernabilidad y reservados porque es cauteloso dar detalles y no revelan en 10 años y de ahí entrar la categoría de difusión limitada 
Y es el nivel muy bajo y nada de secreto y limitada en 3 subcategorias y está la cuarta categoría es la de regulado

#### Confidencial
Nivel bajo de secreto

#### Secreto
Nivel medio de secreto 

#### Ultrasecreto o Muy secreto
En 2 subcategorias está la de cuando es medio alto y el umbral de alto

#### Top secret, secreto grande o secreto gigante y secreton
Las 3 subcategorias está el poco alto, el no tan alto y el muy alto y dentro de lo muy alto es lo de muy superalto y tan alto gigante en Honduras y está la cuarta categoría y es lo alto de grande secreto que es tan superalto y es el secreton entonces actualmente en 2024 hay 4 subcategorias de top secret 2 subcategorias de Ultrasecreto secreto confidencial y 3 tipos de difunsion y el reservado en el tercer tipo de difunsion en honduras y el top secreto tiene creado en 2006 cuando Mel Zelaya tuvo que crear el top secreto para el pueblo hondureño pero no se dio por el chisme más la ley de secretos impuestos por Juan Orlando Hernández y restablecido la ley de transparencia y acceso público entonces así está en 2024 recién creado el secreton pese a que no se dio el top secret la otra clasificación de secreto es reservado confidencial secreto y supersecreto y está en la de estrictamente secreto que es un tipo de top secret y es el quinto tipo o categoría
La tercera clasificación es el Ultrasecreto el secreto el confidencial y el secreto y aunque haya disolución de la ley de secretos aún está ahí

##### Nuevo sexto valor y el restablecimiento del quinto valor en la escala
El sexto valor ha de estar haciendo el estrictamente secreto discreto y el de restablecimiento de quinto valor de secreto que intentan restablecer con el pueblo hondureño y la ciudadanía hondureña y la población hondureña pero hay personas que no da y otros que da y están intentando regular varias veces pero no hay una única del top secret y lo otro es la propuesta de la categoría de secreto regional y el de secreto de alto modesto pero no se dio

### Niveles de clasificación por países
| País                 | "Top Secret"                                                          | "Secret"                                           | "Confidential"                                                                                           | "Restricted"                                                     |
| -------------------- | --------------------------------------------------------------------- | -------------------------------------------------- | --- | ---------------------------------------------------------------- |
| Alemania             | Streng Geheim                                                         | Geheim                                             | VS-Vertraulich                                                                                           | VS-Nur für den Dienstgebrauch                                    |
| Arabia Saudí         | Saudi Top Secret                                                      | Saudi Very Secret                                  | Saudi Secret                                                                                             | Saudi Restricted                                                 |
| Argentina            | Estrictamente Secreto y Confidencial                                  | Secreto                                            | Confidencial                                                                                             | Reservado                                                        |
| Australia            | Top Secret                                                            | Secret                                             | Confidential                                                                                             | Restricted                                                       |
| Austria              | Streng Geheim                                                         | Geheim                                             | Verschlusssache                                                                                          | Nur für den Dienstgebrauch                                       |
| Bélgica              | Zeer Geheim                                                           | Geheim                                             | Vertrouwelijk                                                                                            | Beperkte Verspreiding                                            |
| Bolivia              | Supersecreto o Muy Secreto                                            | Secreto                                            | Confidencial                                                                                             | Reservado                                                        |
| Bosnia y Herzegovina | Strogo Povjerljivo                                                    | Tanjno                                             | Konfidencialno                                                                                           | Restiktirano                                                     |
| Brasil               | Ultra Secreto                                                         | Secreto                                            | Confidencial                                                                                             | Reservado                                                        |
| Bulgaria             | Строго секретно                                                       | Секретно                                           | Поверително                                                                                              | За служебно ползване                                             |
| Camboya              | Sam Ngat Bamphot                                                      | Sam Ngat Roeung                                    | Art Kambang                                                                                              | Ham Kom Psay                                                     |
| Canadá               | Top Secret/Très secret défense                                        | Secret/Secret défense                              | Confidential/ Confidentiel défense                                                                       |                                                                  |
| Chile                | Secreto                                                               | Secreto                                            | Reservado                                                                                                | Reservado                                                        |
| China                | Juémì (绝密)                                                          | Jīmì (机密)                                        | Mìmì (秘密)                                                                                              |                                                                  |
| Colombia             | Ultrasecreto                                                          | Secreto                                            | Reservado                                                                                                | Confidencial                                                     |
| Corea del Sur        | I-Kup Bi Mil, 1급비밀                                                 | II-Kup Bi Mil, 2급비밀                             | III-Kup Bi Mil, 3급비밀                                                                                  | Dae Woi Bi, 대외비                                               |
| Costa Rica           | Alto Secreto                                                          | Secreto                                            | Confidencial                                                                                             |                                                                  |
| Croacia              | Vrlo tajno                                                            | Tajno                                              | Povjerljivo                                                                                              |                                                                  |
| República Checa      | Přísně Tajné                                                          | Tajné                                              | Důvěrné                                                                                                  | Vyhrazené                                                        |
| Dinamarca            | Yderst Hemmeligt                                                      | Hemmeligt                                          | Fortroligt                                                                                               | Til Tjenestebrug Foreign Service: Fortroligt (thin Black border} |
| Ecuador              | Secretisimo                                                           | Secreto                                            | Confidencial                                                                                             | Reservado                                                        |
| Egipto               | Sirri Lilghayeh                                                       | SirriKhas                                          | Mehoud                                                                                                   | Jidden                                                           |
| El Salvador          | Reservada                                                             | Confidencial                                       | "Sin equivalencia nacional"                                                                              | "Sin equivalencia nacional"                                      |
| Eslovaquia           | Prísne tajné                                                          | Tajné                                              | Dôverné                                                                                                  | Vyhradené                                                        |
| Eslovenia            | Strogo tajno                                                          | Tajno                                              | Zaupno                                                                                                   | Interno                                                          |
| España               | Secreto                                                               | Reservado                                          | Confidencial                                                                                             | Difusión Limitada                                                |
| Estados Unidos       | Top Secret                                                            | Secret                                             | Confidential                                                                                             |                                                                  |
| Estonia              | Täiesti salajane                                                      | Salajane                                           | Konfidentsiaalne                                                                                         | Piiratud                                                         |
| Etiopía              | Yemiaz Birtou Mistir                                                  | Mistir                                             | Kilkil                                                                                                   |                                                                  |
| Finlandia            | Erittäin salainen (TTL I)                                             | Salainen (TTL II)                                  | Luottamuksellinen (TTL III)                                                                              | Viranomaiskäyttöön (TTL IV)                                      |
| Francia              | Très secret                                                           | Secret                                             | "Sin equivalencia nacional"                                                                              | Diffusion restreinte                                             |
| Grecia               | Άκρως Απόρρητον                                                       | Απόρρητον                                          | Εμπιστευτικόν                                                                                            | Περιορισμένης Χρήσης                                             |
| Guatemala            | Alto Secreto                                                          | Secreto                                            | Confidencial                                                                                             | Reservado                                                        |
| Haití                | Top Secret                                                            | Secret                                             | Confidential                                                                                             | Reserve                                                          |
| Honduras             | Supersecreto                                                          | Secreto                                            | Confidencial                                                                                             | Reservado                                                        |
| Hong Kong, China     | Top Secret, 高度機密                                                  | Secret, 機密                                       | Confidential, 保密                                                                                       | Restricted, 內部文件                                             |
| Hungría              | Szigorúan Titkos                                                      | Titkos                                             | Bizalmas                                                                                                 |                                                                  |
| India                | परम गुप्त (Param Gupt)                                                  | गुप्त (Gupt)                                         | गोपनीय (Gopniya)                                                                                           | प्रतिबंधित/सीमित (Pratibandhit/seemit)                                 |
| Indonesia            | Sangat Rahasia                                                        | Rahasia                                            | Agak Rahasia                                                                                             | Terbatas                                                         |
| Irán                 | Bekoliserri به کلّى سرّى                                                | Serri سرّى                                          | Kheili Mahramaneh خيلى محرمانه                                                                           | Mahramaneh محرمانه                                               |
| Irak                 | Sirri Lil-ghayah                                                      | Sirri                                              | Khass | Mehdoud                                                          |
| Islandia             | Algert Leyndarmál                                                     | Leyndarmál                                         | Þjónustuskjal                                                                                            | Trúnaðarmál                                                      |
| Irlanda              | An-sicreideach                                                        | Sicreideach                                        | Runda | Srianta                                                          |
| Israel               | Sodi Beyoter סודי ביותר                                               | Sodi סודי                                          | Shamur שמור                                                                                              | Mugbal מוגבל                                                     |
| Italia               | Segretissimo                                                          | Segreto                                            | Riservatissimo                                                                                           | Riservato                                                        |
| Japón                | Kimitsu, 機密                                                         | Gokuhi, 極秘                                       | Hi, 秘                                                                                                   | Toriatsukaichuui, 取り扱い注意                                   |
| Jordania             | Maktum Jiddan                                                         | Maktum                                             | Sirri | Mahdud                                                           |
| Laos                 | Lup Sood Gnod                                                         | Kuam Lup                                           | Kuam Lap                                                                                                 | Chum Kut Kon Arn                                                 |
| Letonia              | Sevišķi slepeni                                                       | Slepeni                                            | Konfidenciāli                                                                                            | Dienesta vajadzībām                                              |
| Líbano               | Tres Secret                                                           | Secret                                             | Confidentiel                                                                                             |                                                                  |
| Lituania             | Visiškai Slaptai                                                      | Slaptai                                            | Konfidencialiai                                                                                          | Riboto Naudojimo                                                 |
| Malasia              | Rahsia Besar                                                          | Rahsia                                             | Sulit | Terhad                                                           |
| México               | Ultra Secreto                                                         | Secreto                                            | Confidencial                                                                                             | Restringido                                                      |
| Países Bajos         | Staatsgeheim Zeer Geheim                                              | Staatsgeheim Geheim                                | Staatsgeheim Confidentieel                                                                               | Departementaal Vertrouwelijk                                     |
| Nueva Zelanda        | Top Secret                                                            | Secret                                             | Confidential                                                                                             | Restricted                                                       |
| Nicaragua            | Alto Secreto                                                          | Secreto                                            | Confidencial                                                                                             | Reservado                                                        |
| Noruega              | STRENGT HEMMELIG                                                      | HEMMELIG                                           | KONFIDENSIELT                                                                                            | BEGRENSET                                                        |
| Pakistán             | Intahai Khufia                                                        | Khufia                                             | Sigh-e-Raz                                                                                               | Barai Mahdud Taqsim                                              |
| Paraguay             | Secreto                                                               | Secreto                                            | Confidencial                                                                                             | Reservado                                                        |
| Perú                 | Estrictamente Secreto                                                 | Secreto                                            | Confidencial                                                                                             | Reservado                                                        |
| Polonia              | Ściśle tajne                                                          | Tajne                                              | Poufne                                                                                                   | Zastrzeżone                                                      |
| Portugal             | Muito Secreto                                                         | Secreto                                            | Confidencial                                                                                             | Reservado                                                        |
| Reino Unido          | TOP SECRET                                                            | SECRET                                             | CONFIDENTIAL                                                                                             | RESTRICTED                                                       |
| Rumania              | Strict Secret de Importanţă Deosebită                                 | Strict Secret                                      | Secret                                                                                                   | Secret de serviciu                                               |
| Rusia                | Особой важности (вариант: Совершенно Секретно (Sovershenno Sekretno)) | Совершенно секретно (вариант: Секретно (Sekretno)) | Секретно (вариант: Не подлежит оглашению (Конфиденциально) (Ne podlezhit oglasheniyu (Konfidentsial'no)) | Для Служебного Пользования (ДСП) (Dlya Sluzhebnogo Pol'zovaniya) |
| Singapur             | Top Secret                                                            | Secret                                             | Confidential                                                                                             | Restricted                                                       |
| Sudáfrica            | Uiters Geheim                                                         | Geheim                                             | Vertroulik                                                                                               | Beperk                                                           |
| Suecia               | Kvalificerat Hemlig (KH); Hemlig/Top Secret (H/TS)                    | Hemlig (H); Hemlig/Secret H/S)                     | Hemlig/Confidential (H/C)                                                                                | Hemlig/Restricted (H/R)                                          |
| Suiza                |                                                                       | Geheim / Secret                                    | Vertraulich / Confidentiel                                                                               | Dienstlich / Interne au service                                  |
| Tailandia            | Lup Tisud, ลับที่สุด                                                      | Lup Maag, ลับมาก                                    | Lup,ลับ                                                                                                   |                                                                  |
| Turquía              | Çok Gizli                                                             | Gizli                                              | Özel | Hizmete Özel                                                     |
| Uruguay              | Ultra Secreto                                                         | Secreto                                            | Confidencial                                                                                             | Reservado                                                        |
| Vietnam              | Toi Mat                                                               | Mat                                                | Kín | Pho Bien Han Ché                                                 |
| OTAN                 | Cosmic Top Secret                                                     | NATO Secret                                        | NATO Confidential                                                                                        | NATO Restricted                                                  |

Fuente original: NISPOM app. B

## Uso en empresas privadas
Las empresas privadas a menudo requieren acuerdos de confidencialidad o no divulgación, a fin de salvaguardar información referente a productos, gestiones financieras, recursos humanos, etc. Los niveles de clasificabilidad varían según cada empresa (por ejemplo, "Microsoft Confidential"). Tal información es protegida bajo leyes de secreto comercial.
La clasificación confidencial de documentos privados más universalizada[cita requerida] es el PRD Protocol "Privacy Document Rating" que distingue 5 niveles de confidencialidad documental, PRD100+, PRD100, PRD101, PRD102, PRD103 y PRD104. Se trata de un protocolo de confidencialidad utilizado por abogados, instituciones financieras, políticas, etc.

## Protocolos en caso de una filtración

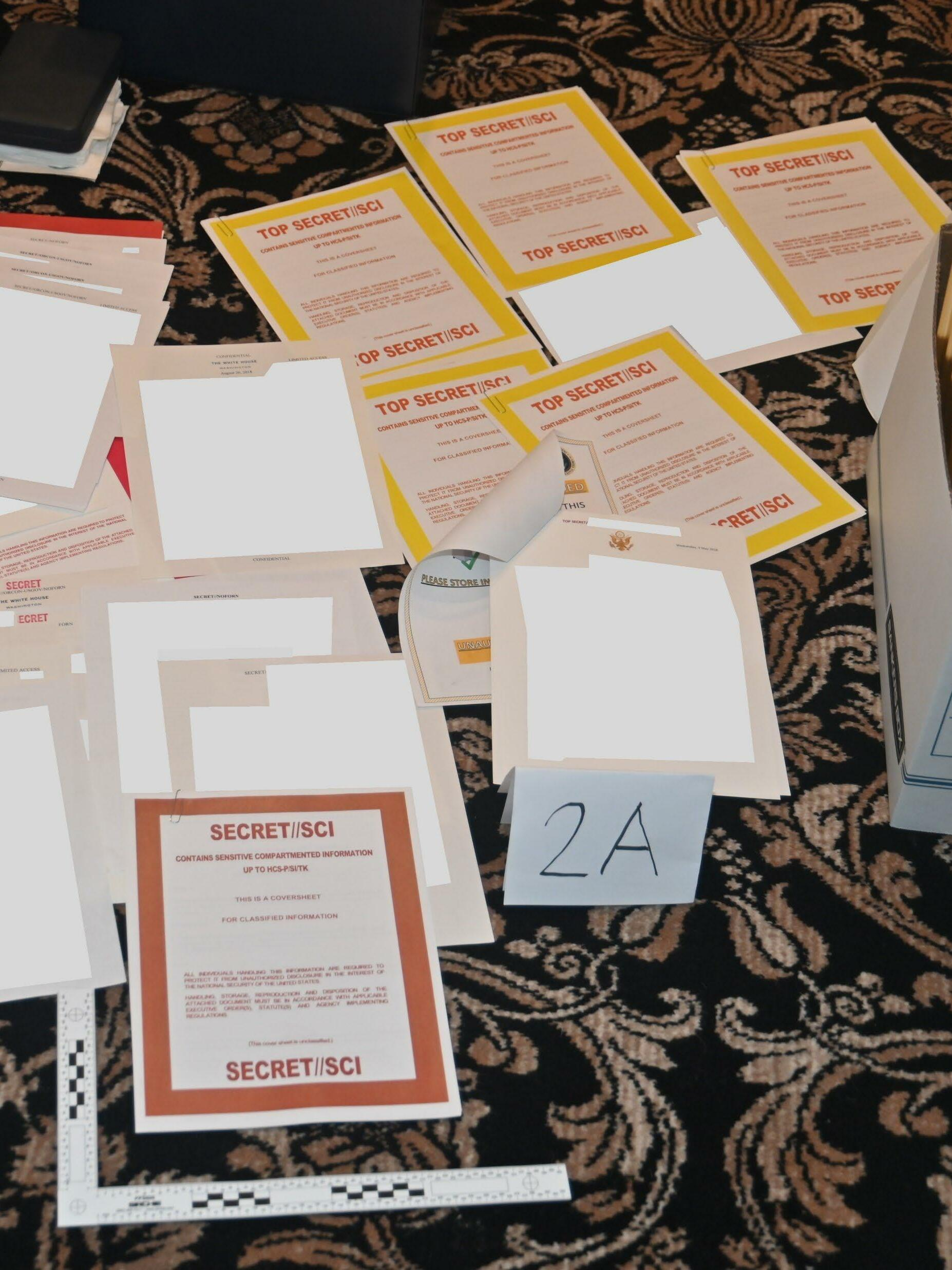
Material de inteligencia clasificado encontrado durante la búsqueda en Mar-a-Lago, residencia privada de Donald Trump.

Los documentos confidenciales son totalmente inaccesibles para todo aquel personal no autorizado, buscando evitar cualquier atisbo de filtración a los medios o a la opinión pública. 
Dependiendo de nivel de Confidencialidad del documento, este es sólo accesible a los altos mandos o al personal de seguridad designado para ello.
Posibles procedimientos:
- Desinformación del tema (guerra de la información)
- Incineración de los documentos (de 2 clases una física y otra digital Borrando documentos de los que se han publicado en Internet)
- Terminación del fugitivo culpable (mediante IP Trackers)
- Apagado de redes sociales (Youtube o Google)
- Guerra psicológica
- Propaganda
- Recuperación de los documentos (tanto digital como analógico)